# Insomnia (gedicht)
Insomnia (Slapeloosheid in het Latijn) is een van de bekendste gedichten van de Nederlandse dichter J.C. Bloem uit 1951.

## Geschiedenis
Bloem schreef de eerste versie van dit gedicht op 17 september 1951 maar werkte eraan tot 2 december van dat jaar, op welke laatste datum het ook zijn uiteindelijke titel kreeg. het werd voor het eerst gepubliceerd in de Schrijversalmanak voor het jaar 1953 die in december 1952 verscheen en verzorgd was door Clara Eggink en Guus Sötemann. De eerste bundeling vond plaats in de vierde druk van Bloems Verzamelde gedichten die in 1953 verscheen, als onderdeel van de bundel Avond. Daarnaast verscheen het in de bundel Afscheid (1957). Later werd het in verscheidene bundels, en steeds in zijn verzamelde gedichten opgenomen.

### Handschriftversies
De eerste versie is opgenomen in het eerste werkschrift van de dichter. Een tweede, iets afwijkende versie staat in handschrift in een exemplaar van Avond (1951²) dat hij schonk aan zijn vriend Jac. van Hattum. Vervolgens is er een typoscript zoals dat diende voor de publicatie van de bundel Afscheid. Er bestaat nog een tweede manuscript, in 1979 in particulier bezit, dat vermoedelijk dateert van 1958 of 1959.

## Thematiek
Het gedicht handelt over de onafwendbaarheid van de dood en wordt gekenmerkt door een sterk metrum en ingenieus rijm. De eerste twee versregels vormen een mooi voorbeeld van een stijlfiguur die chiasme heet. Het heeft de beroemde beginregels:
Denkend aan de dood kan ik niet slapen,
En niet slapend denk ik aan de dood,
die de titel van het gedicht verklaren.

## Afzonderlijke uitgave
Op 7 februari 1997 verscheen bij de Nijmeegse uitgever Verzameld werk een plano met dit gedicht in een oplage van 125 exemplaren; deze werd vormgegeven door en voorzien van een druksel van Martien Frijns. 

## Gelijknamige gedichten
Ook andere letterkundigen hebben gedichten geschreven met dezelfde titel, zoals Dante Gabriel Rossetti en Geerten Gossaert. Het gedicht van Bloem lijkt daarmee geen verband te hebben.